# Jens Jakobs
Jens Mikael Jakobs, född 5 mars 1985 i Säter, är en svensk före detta professionell ishockeyspelare. Jakobs gjorde seniordebut i Mora IK i Hockeyallsvenskan säsongen 2002/03. Han pendlade mellan att spela i klubbens juniorlag och seniorlaget fram till säsongen 2005/06. Efter att ha spelat för både Almtuna IS och Nyköpings HK återvände Jakobs till Mora 2008. 
Mellan säsongerna 2012/13 och 2015/16 representerade Jakobs sex olika klubbar. Han gjorde sin första hela säsong i SHL med Luleå HF 2012/13, och tog ett SM-silver med klubben. Säsongen därpå inledde han med Leksands IF i SHL, och avslutade med Djurgårdens IF – som han var med att spela upp från Hockeyallsvenskan till SHL. Säsongen 2015/16 spelade han för tre olika klubbar: först Malmö Redhawks, sedan gjorde han en kort återkomst till Mora IK och sedan avslutade han säsongen för Linköping HC.
Jakobs tillbringade därefter två säsonger med AIK i Hockeyallsvenskan, innan han för första gången lämnade Sverige för spel med norska Storhamar Dragons i Eliteserien inför säsongen 2018/19. I december 2018 bröt han sitt avtal med Dragons och återvände samma månad till AIK, med vilka han spelade fem matcher innan han åter lämnade klubben, denna gång för spel med Almtuna IS. I augusti 2019 anslöt Jakobs till den engelska klubben Nottingham Panthers i EIHL, där han spelade sex matcher. Mellan 2020 och 2024 spelade han för IK Pantern som han var med att spela upp från Hockeytrean till Hockeyettan.
Jakobs är äldre bror till ishockeytränaren Jeff Jakobs.

## Karriär
Jakobs påbörjade sin ishockeykarriär i moderklubben Säters IF. Efter att ha deltagit i TV-pucken för Dalarnas lag, där han var en av de tre poängmässigt bästa spelarna, påbörjade Jens Jakobs studier i Mora och spel i Mora IK:s juniorverksamhet. Under sin andra säsong i Mora fick han debutera med föreningens A-lag i Hockeyallsvenskan. Säsongen 2004/05 vann Jakobs den interna poängligan i Moras J20-lag då han noterades för 42 poäng på 34 matcher (20 mål, 22 assist). 2005/06 spelade han sin första match i Elitserien – totalt spelade han sju matcher för Mora under säsongen. Jakobs blev utlånad och tillbringade istället större delen av säsongen med Almtuna IS i Hockeyallsvenskan.
Efter fem år i Mora IK:s organisation, lämnade Jakobs klubben inför säsongen 2006/07 för spel i Nyköpings Hockey. Under sitt andra, och sista, år i Nyköping vann Jakobs lagets interna poängliga efter att ha producerat 40 poäng på 43 matcher (17 mål, 23 assist). Därefter återvände han till Mora IK, med vilka han spelade de efterföljande fyra säsongerna i Hockeyallsvenskan. Den sista säsongen gjorde han 49 poäng på 51 matcher (22 mål, 27 assist) och vann lagets interna poängliga, och slutade åtta i den totala poängligan.
Jakobs skrev inför säsongen 2012/13 på ett ettårskontrakt med Elitserielaget Luleå HF. Den 13 september 2013 gjorde han sin första poäng i Elitserien och matchen därpå, den 15 september, gjorde han sitt första Elitseriemål, på Joacim Eriksson i en 3–2-seger mot Skellefteå AIK. I grundserien noterades Jakobs för 13 poäng på 46 matcher (sex mål, sju assist). I SM-slutspelet fick han begränsat med speltid och stod för ett mål på nio matcher. Luleå gick ända till SM-final sedan man slagit ut Frölunda HC (4–2) och Färjestad BK (4–1) i kvarts-, respektive semifinal. I finalserien föll man dock i fyra raka matcher mot Skellefteå AIK.
Inför den efterföljande säsongen, 2013/14, skrev han på ett tvåårskontrakt med Leksands IF. Efter halva säsongen lånades han dock ut till Djurgårdens IF i Hockeyallsvenskan. I Kvalserien var Jakobs Djurgårdens målmässigt främsta spelare. På tio matcher noterades han för sju mål och tre assist, och var en bidragande orsak till lagets återkomst i SHL.
Inför säsongen 2014/15 skrev Jakobs på för Malmö Redhawks. Han var med och spelade upp laget till SHL, men efter bara ett fåtal matcher med laget under sin andra säsong i klubben blev han I november 2015 utlånad till Mora IK och Linköping HC. I mitten av december samma år meddelades det att Jakobs lämnat Malmö för spel i Linköping för resten av säsongen.
Den 22 april 2016 återvände Jakobs till Hockeyallsvenskan efter att ha skrivit ett tvåårskontrakt med AIK. I januari 2018 blev Jakobs den poängmässigt bästa spelaren i Hockeyallsvenskan genom tiderna. Samma månad blev han också den första spelaren att passera 300 poäng i serien. Efter två säsonger i AIK meddelades det den 19 juli 2018 att Jakobs för första gången i karriären lämnat Sverige för spel utomlands, till den norska klubben Storhamar Dragons i Get-ligaen. Efter 18 poäng på 26 matcher (3 mål, 15 assist), meddelades det den 12 december 2018 att Jakobs brutit sitt avtal med Dragons. Veckan därpå, den 18 december, meddelade AIK att man skrivit ett korttidsavtal med Jakobs, fram till och med den 6 januari 2019. Han hann med att spela fem matcher med AIK och producera ett mål och två assist innan han åter lämnade laget. Den 7 januari 2019 meddelade Almtuna IS att man skrivit ett avtal med Jakobs säsongen ut. Laget slutade näst sist i Hockeyallsvenskan och degraderades kort därpå då man slutade på tredje plats i Kvalserien till Hockeyallsvenskan.
Den 1 augusti 2019 meddelades det att Jakobs åter lämnat Sverige, denna gång för spel med den engelska klubben Nottingham Panthers i EIHL. Han spelade dock endast sex matcher för klubben innan han lämnade den. Resten av säsongen gick Jakobs klubblös. I september 2020 meddelades det att Jakobs skrivit ett avtal med IK Pantern i Hockeytrean. På fem matcher för klubben noterades han för 14 poäng, varav sju mål. I juni 2021 bekräftade klubben att Jakobs förlängt sitt avtal med ytterligare en säsong. Den följande säsongen hade Jakobs en snitt på över två poäng per match. På 27 grundseriematcher noterades han för 71 poäng, varav 27 mål. Han hjälpte laget att avancera till Hockeytvåan, där han på fem spelade slutspelsmatcher stod för tre mål och sex assistpoäng.

## Spelarstatistik
| 2002–03                  | Mora IK                  | HA                       | 3   | 0   | 0   | 0   | 0   | —  | —  | —  | —  | —  |
| 2003–04                  | Mora IK                  | HA                       | 11  | 0   | 0   | 0   | 2   | —  | —  | —  | —  | —  |
| 2005–06                  | Mora IK                  | Elitserien               | 7   | 0   | 0   | 0   | 2   | —  | —  | —  | —  | —  |
| 2005–06                  | Almtuna IS               | HA                       | 27  | 3   | 7   | 10  | 32  | —  | —  | —  | —  | —  |
| 2006–07                  | Nyköpings HK             | HA                       | 44  | 9   | 15  | 24  | 55  | 5  | 2  | 2  | 4  | 0  |
| 2007–08                  | Nyköpings HK             | HA                       | 43  | 17  | 23  | 40  | 22  | —  | —  | —  | —  | —  |
| 2008–09                  | Mora IK                  | HA                       | 45  | 3   | 15  | 18  | 30  | 3  | 0  | 0  | 0  | 0  |
| 2009–10                  | Mora IK                  | HA                       | 50  | 15  | 18  | 33  | 2   | 2  | 0  | 1  | 1  | 0  |
| 2010–11                  | Mora IK                  | HA                       | 50  | 15  | 22  | 37  | 10  | 10 | 3  | 2  | 5  | 2  |
| 2011–12                  | Mora IK                  | HA                       | 51  | 22  | 27  | 49  | 34  | —  | —  | —  | —  | —  |
| 2012–13                  | Luleå HF                 | Elitserien               | 46  | 6   | 7   | 13  | 4   | 9  | 1  | 0  | 1  | 4  |
| 2013–14                  | Leksands IF              | SHL                      | 28  | 5   | 3   | 8   | 8   | —  | —  | —  | —  | —  |
| 2013–14                  | Djurgårdens IF           | HA                       | 20  | 6   | 5   | 11  | 4   | 10 | 7  | 3  | 10 | 0  |
| 2014–15                  | Malmö Redhawks           | HA                       | 52  | 14  | 18  | 32  | 4   | 12 | 2  | 6  | 8  | 2  |
| 2015–16                  | Malmö Redhawks           | SHL                      | 5   | 1   | 1   | 2   | 0   | —  | —  | —  | —  | —  |
| 2015–16                  | Mora IK                  | HA                       | 2   | 1   | 0   | 1   | 0   | —  | —  | —  | —  | —  |
| 2015–16                  | Linköping HC             | SHL                      | 33  | 6   | 7   | 13  | 4   | 6  | 1  | 2  | 3  | 0  |
| 2016–17                  | AIK                      | HA                       | 40  | 13  | 9   | 22  | 16  | 8  | 1  | 1  | 2  | 2  |
| 2017–18                  | AIK                      | HA                       | 52  | 14  | 14  | 28  | 18  | 5  | 1  | 1  | 2  | 2  |
| 2018–19                  | Storhamar Dragons        | Eliteserien              | 26  | 3   | 15  | 18  | 10  | —  | —  | —  | —  | —  |
| 2018–19                  | AIK                      | HA                       | 5   | 1   | 2   | 3   | 0   | —  | —  | —  | —  | —  |
| 2018–19                  | Almtuna IS               | HA                       | 18  | 3   | 5   | 8   | 4   | 10 | 6  | 4  | 10 | 0  |
| 2019–20                  | Nottingham Panthers      | EIHL                     | 6   | 1   | 0   | 1   | 4   | —  | —  | —  | —  | —  |
| 2020–21                  | IK Pantern               | Div. 3                   | 5   | 7   | 7   | 14  | 6   | —  | —  | —  | —  | —  |
| 2021–22                  | IK Pantern               | Div. 3                   | 27  | 27  | 44  | 71  | 10  | 5  | 3  | 6  | 9  | 4  |
| 2022–23                  | IK Pantern               | Div. 2                   | 31  | 8   | 28  | 36  | 46  | 7  | 2  | 2  | 4  | 6  |
| 2023–24                  | IK Pantern               | Div. 2                   | 5   | 2   | 1   | 3   | 0   | 2  | 3  | 0  | 3  | 2  |
| Hockeyallsvenskan totalt | Hockeyallsvenskan totalt | Hockeyallsvenskan totalt | 513 | 136 | 180 | 316 | 235 | 72 | 23 | 21 | 44 | 10 |
| SHL totalt               | SHL totalt               | SHL totalt               | 119 | 18  | 18  | 36  | 18  | 15 | 2  | 2  | 4  | 4  |